# Biserica de lemn din Borovinești

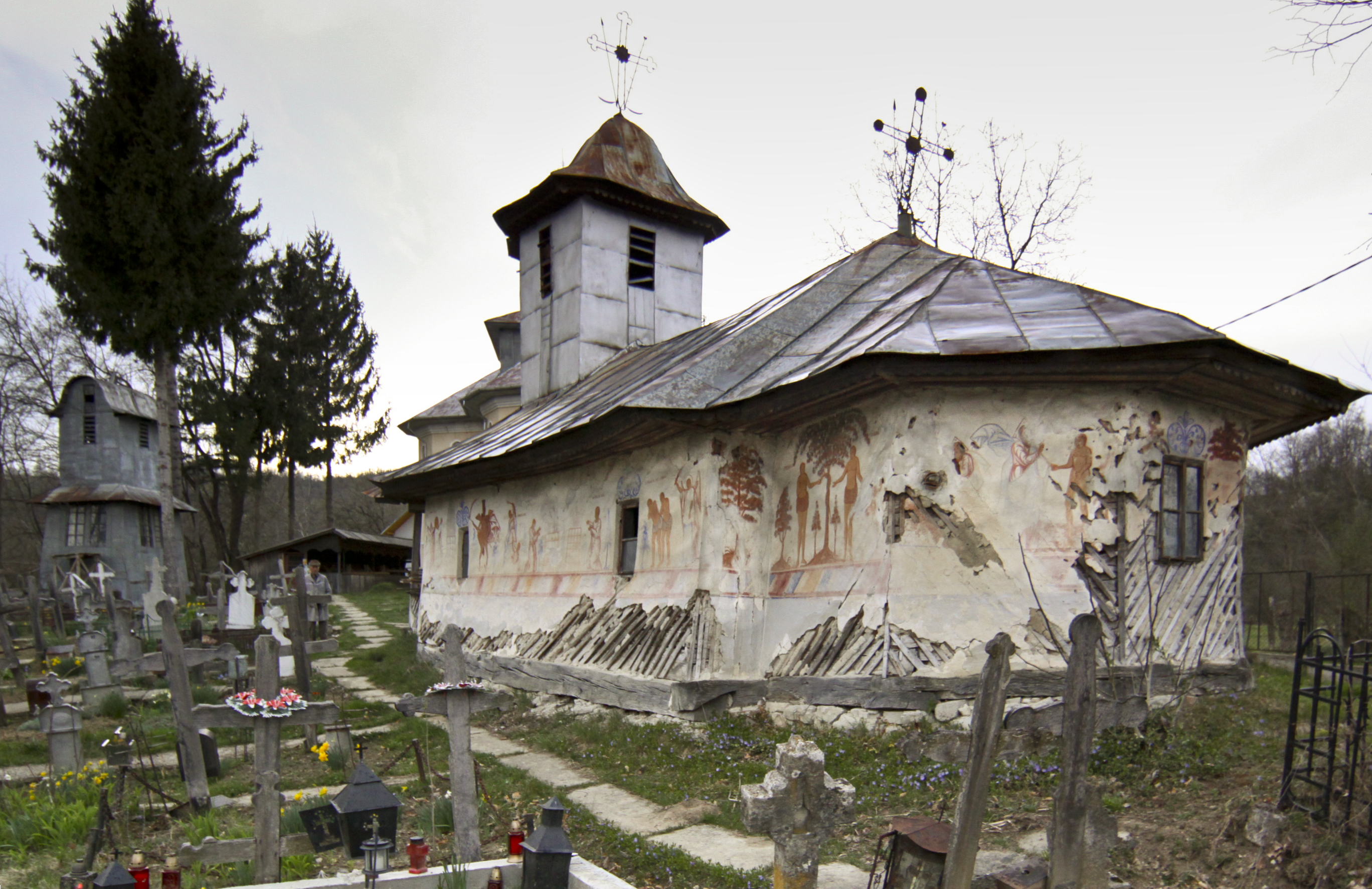
Biserica de lemn din Borovineşti, județul Argeș. Foto: aprilie 2011

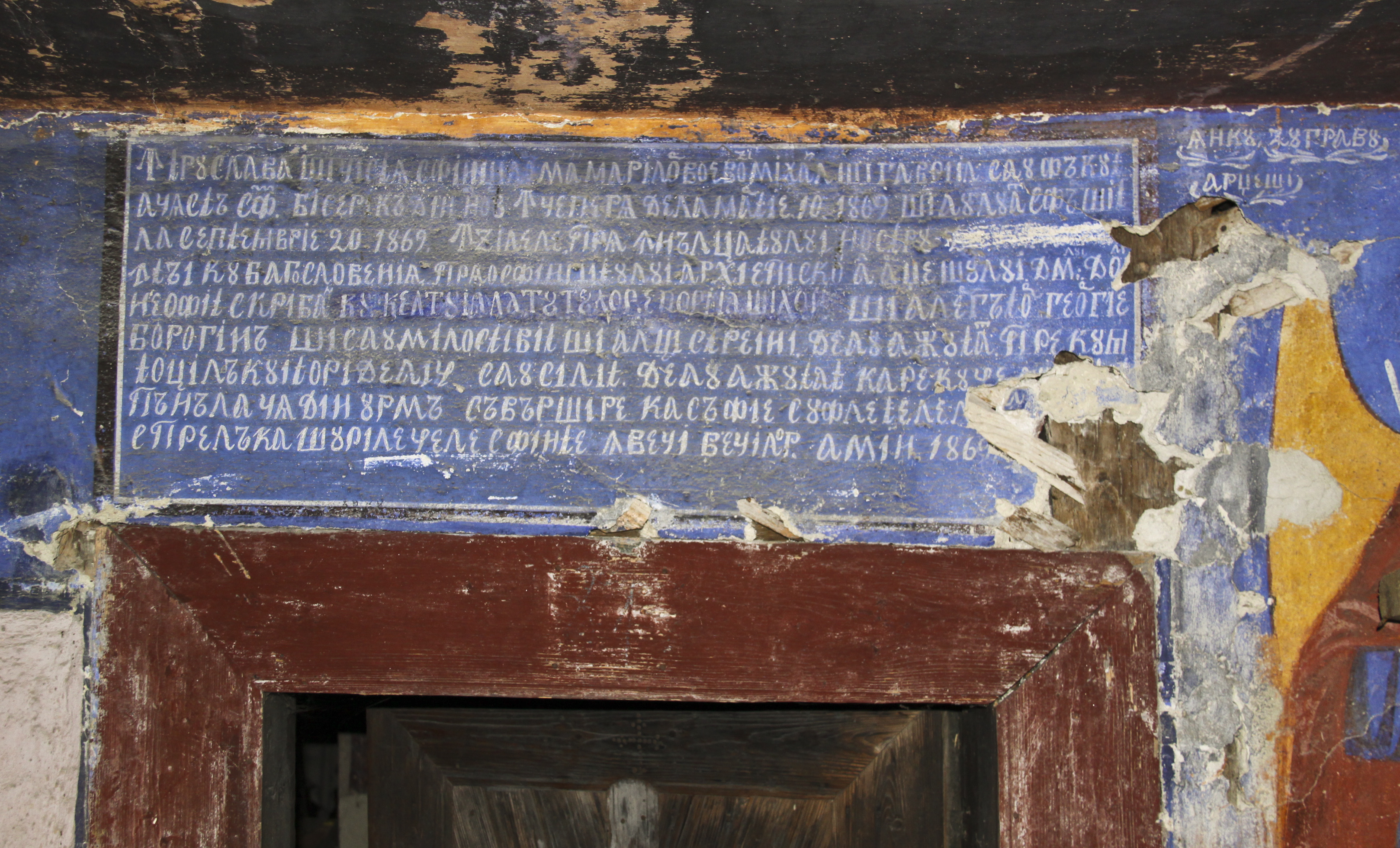
Pisania de la 1869 peste intrare. Foto: aprilie 2011

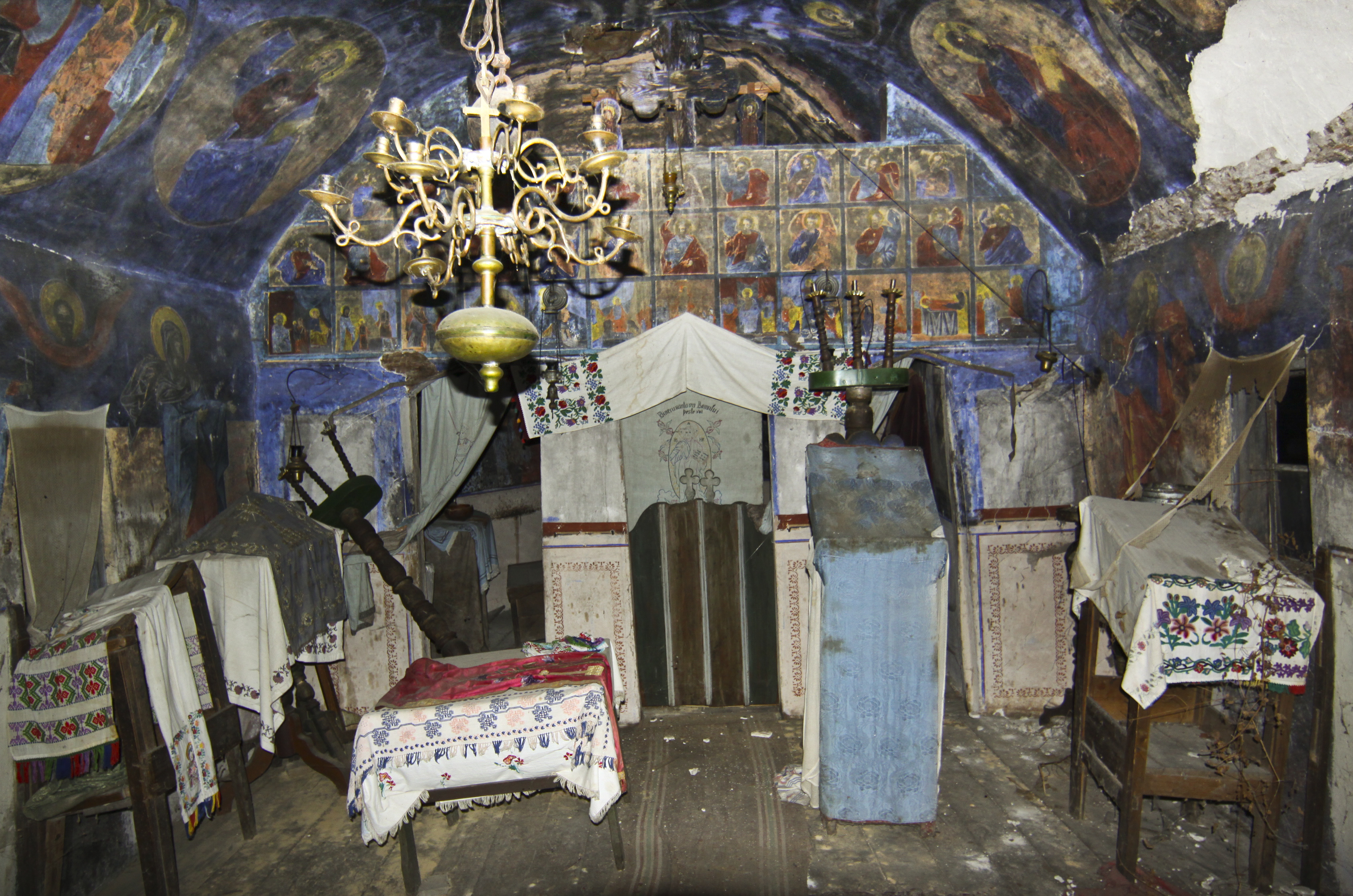
Interiorul naosului cu iconostasul, pictat 1869. Foto: aprilie 2011

Biserica de lemn din Borovinești se află în satul omonim, în partea de sat numită „Borovineștii Vechi”, comuna Valea Iașului, județul Argeș, și poartă hramul „Sfinții Îngeri”. Este una din bisericile călătoare, fiind adusă din Cicănești și ridicată pe locul actual în anul 1869. Se remarcă prin structura bine păstrată și pictura murală exterioară și interioară în mare parte conservate. Pisania peste intrare, de la 1869, constituie un valoros izvor documentar local. Lăcașul lipsește de pe noua listă a monumentelor istorice și din evidențele oficiale în ciuda valențelor artistice și istorice conservate.

## Istoric
Vechimea bisericii de lemn din Borovinești este necunoscută, se poate însă data înainte de anul 1800. Tradiția susține aducerea ei din satul Cicănești, unde a fost ridicată de jupânul Ștefan, pe moșia mănăstirii Tutana. Biserica a fost surprinsă de catagrafiile din 1808, 1824 și 1833 în Cicănești, cu hramul „Buna Vestire”. A fost înlocuită de o biserică de zid în anul 1867 fiind apoi transferată și refolosită de noua comunitate, după un vechi obicei al zonei.
Momentul ridicării acestui lăcaș pe locul actual a fost consemnat într-o pisanie peste intrare, scrisă în chirilice: „Întru slava și ci[n]stea Sfinților Mai Marilor Voevozi Mihail și Gavriil s-au făcut aciastă sf[ântă] biserecă din nou. Începeria de la martie 10 1869 și au luat sfărșit la septembrie 20 1869, în zilele pria înălțatului nostru domn Carol întâi cu blagoslovenia priaosfințitului arhiepiscop al Argeșului d[u]mn[ea]lui domnul Neofit Scriban cu cheltuiala tutulor enoriașilor, și alergător Gheorghe Boroghină și sau milostivit și alți streini de au ajutat precum [și] toți lăcuitori[i] de aici sau silit de au ajutat care cu ce au [avut] până la cia din urmă săvărșire ca să fie sufletele l[or primite] spre lăcașurile cele sfinte în veci[i] vecilor amin. 1869. Iancu zugravu [ot] Argeși”.
Biserica a fost reparată în anul 1918, la aproape o jumătate de secol de la reconstrucția ei. Funcția ei de lăcaș de cult a fost preluată din anul 1942 de o biserică de zid, ridicată în apropiere.

## Trăsături
Biserica este ridicată în formele tradiționale, cu o pereți încheiați în boltă peste naos și altar, protejată de un acoperiș comun în patru ape și marcată pe vest, peste tindă, de un turn. De la vest la est se trece dintr-o încăpere într-alta, începând cu pridvorul deschis, continuând cu tinda (pronaosul), biserica (naosul) și încheind cu altarul mai îngust, poligonal. Tinda și biserica sunt împărțite de un perete plin, perforat de accesul central, în ax, și două ferestre laterale. Altarul este terminat poligonal, în cinci laturi. El este separat de restul încăperilor prin structura iconostasului, care permite trei intrări rituale și un spațiu liber, deschis sub boltă, în jurul crucii. Întreaga construcție de lemn stă pe un mic fundament zidit, care preia denivelările de teren.
Structura bisericii este construită din bârne bine fasonate, încheiate la colțuri în cheotori netede, bisericești, în coadă de rândunică. Calitatea lucrului în lemn amintește de faptul că lemnul a fost odată lăsat la vedere, desigur, înainte de transferul bisericii pe locul actual. Cercuiala, tencuiala și zugrăveala de la 1869 se păstrează în mare parte, într-o stare bună.

## Imagini din exterior

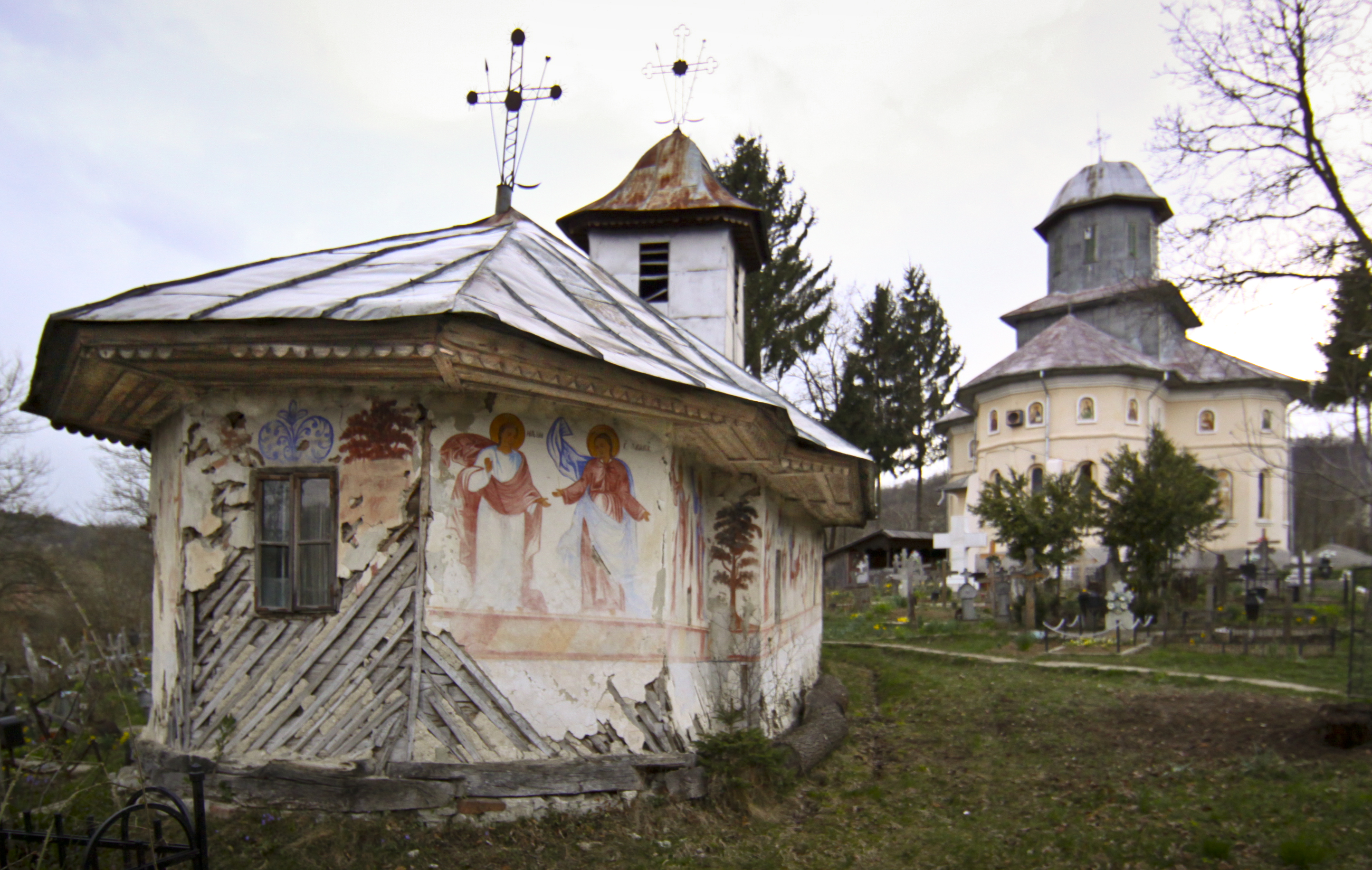
nord-est
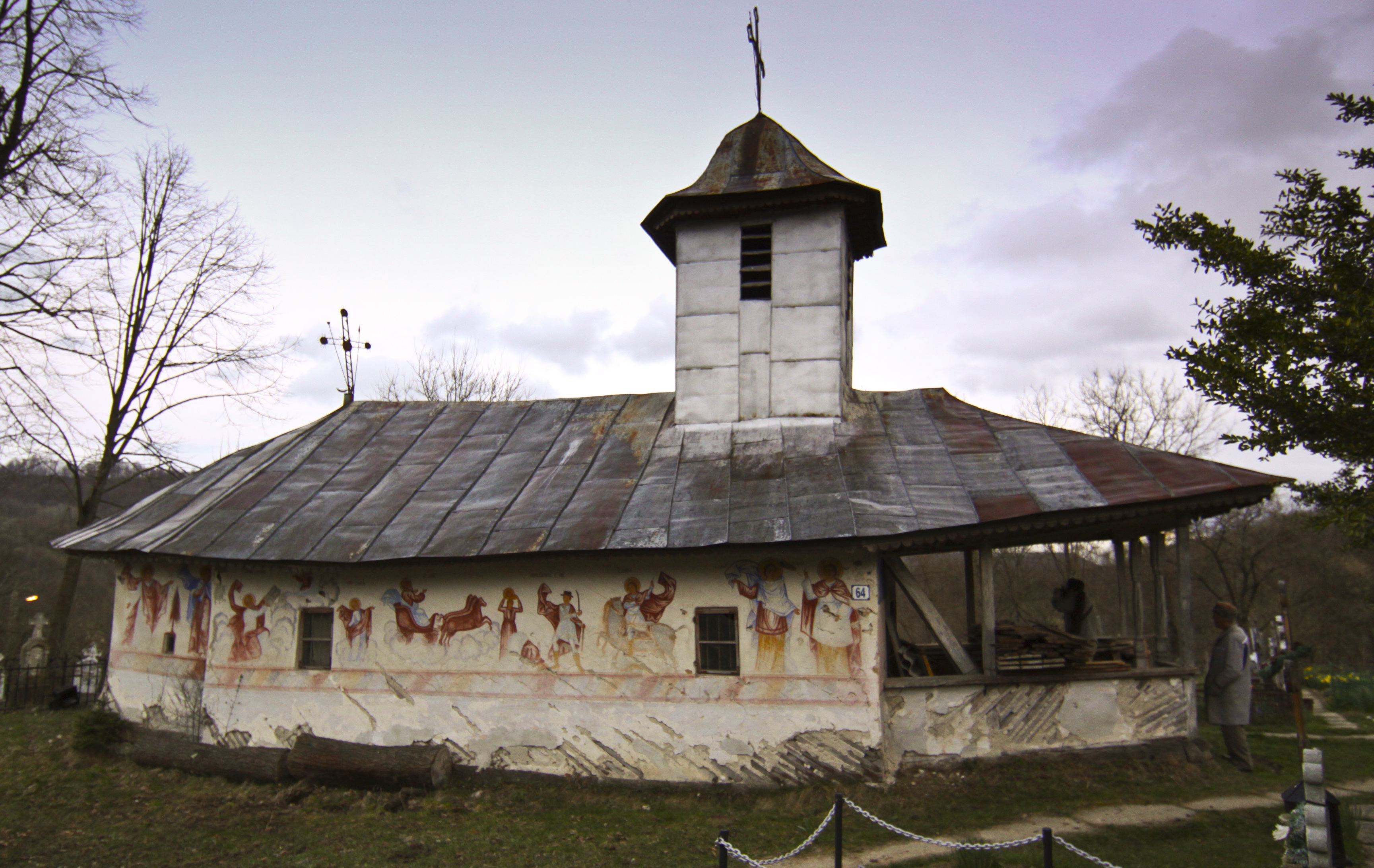
nord
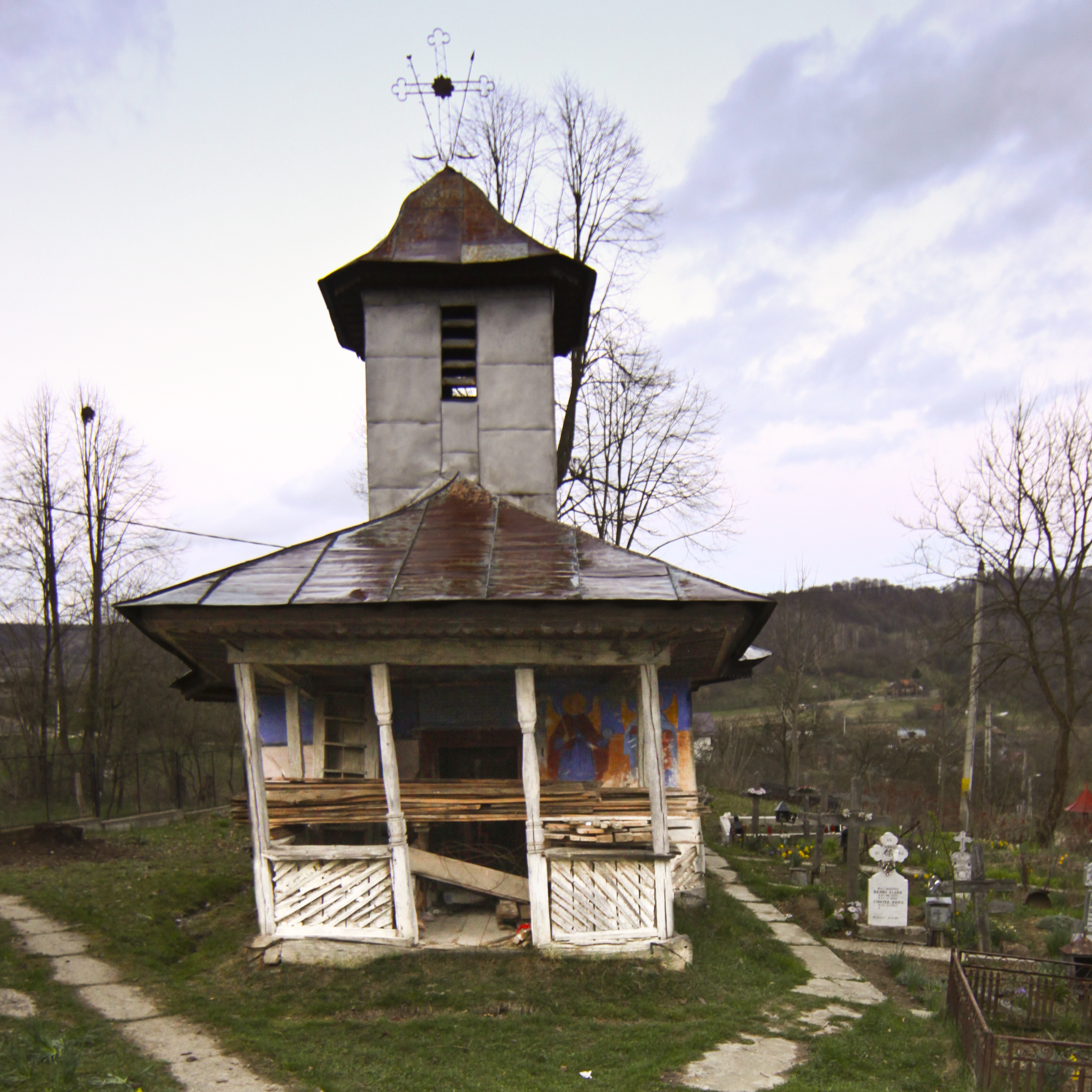
vest
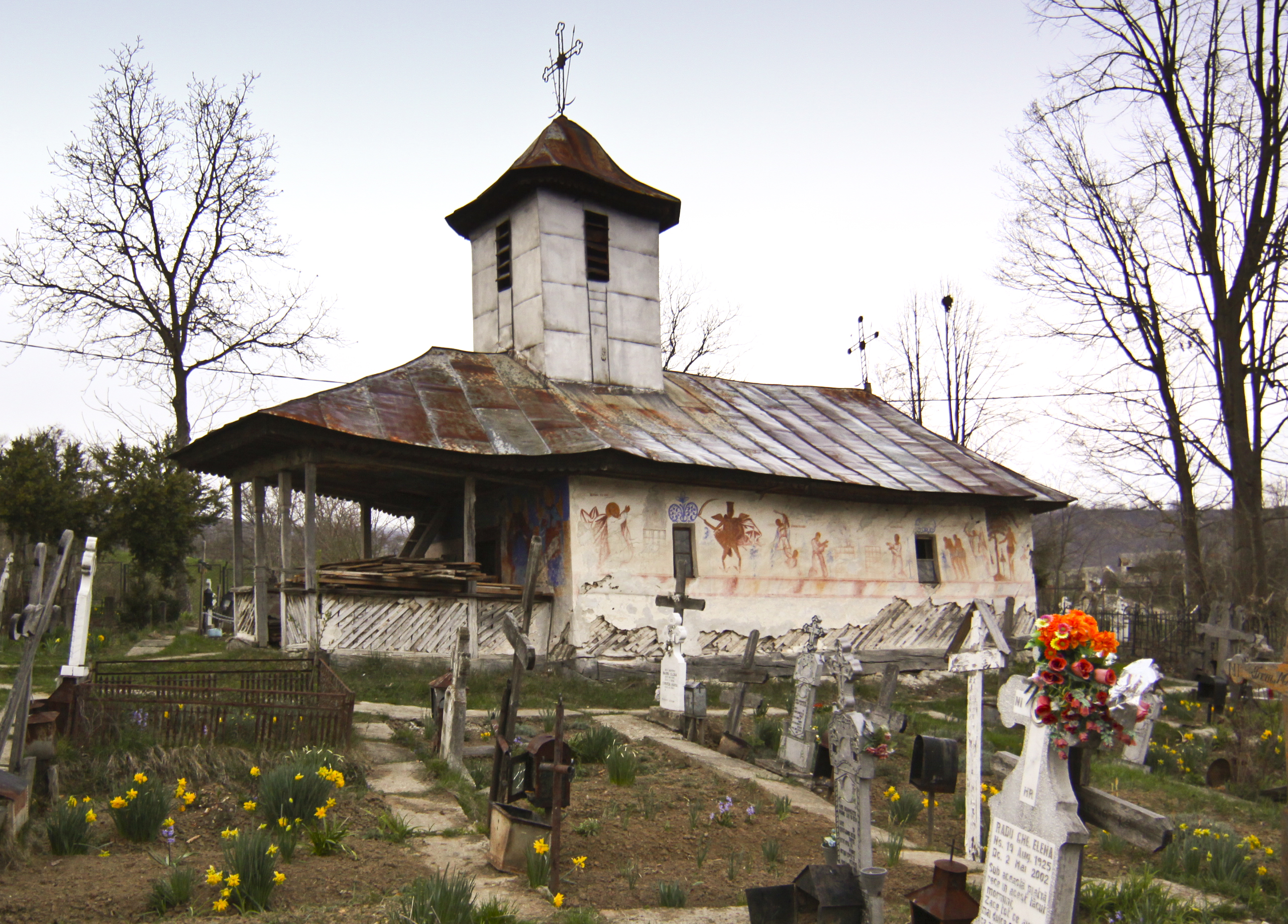
sud-vest
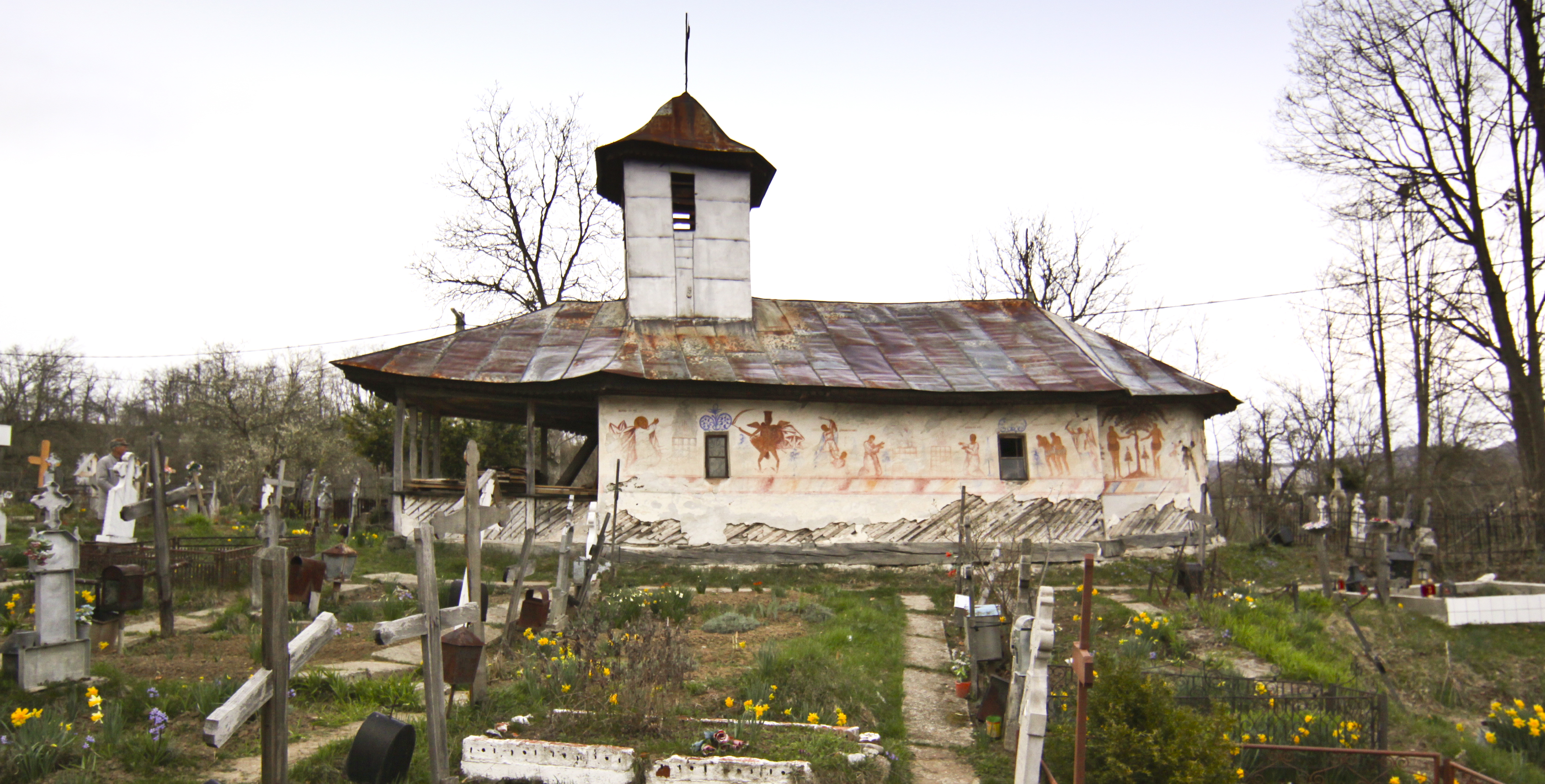
sud
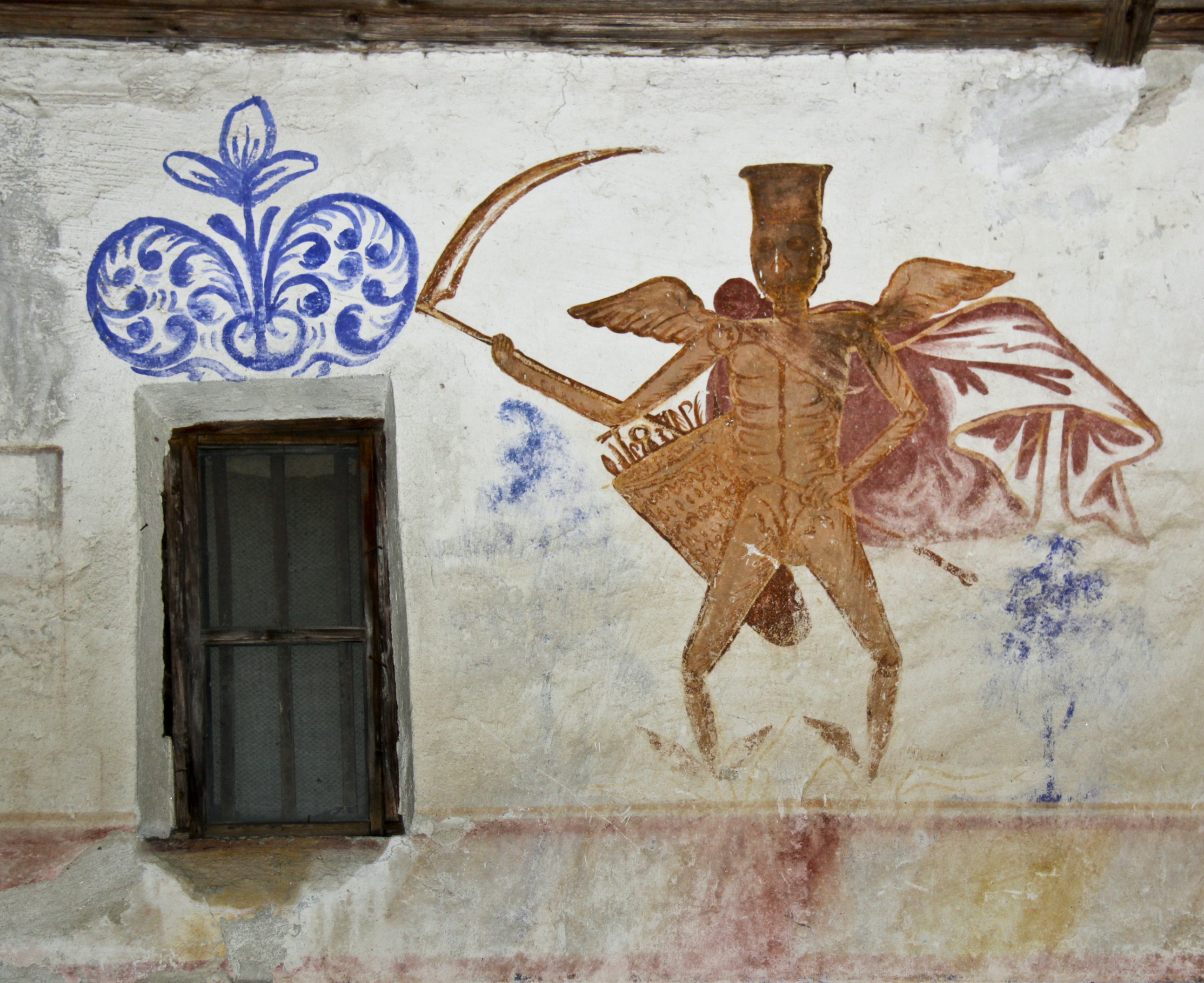
„moartea”
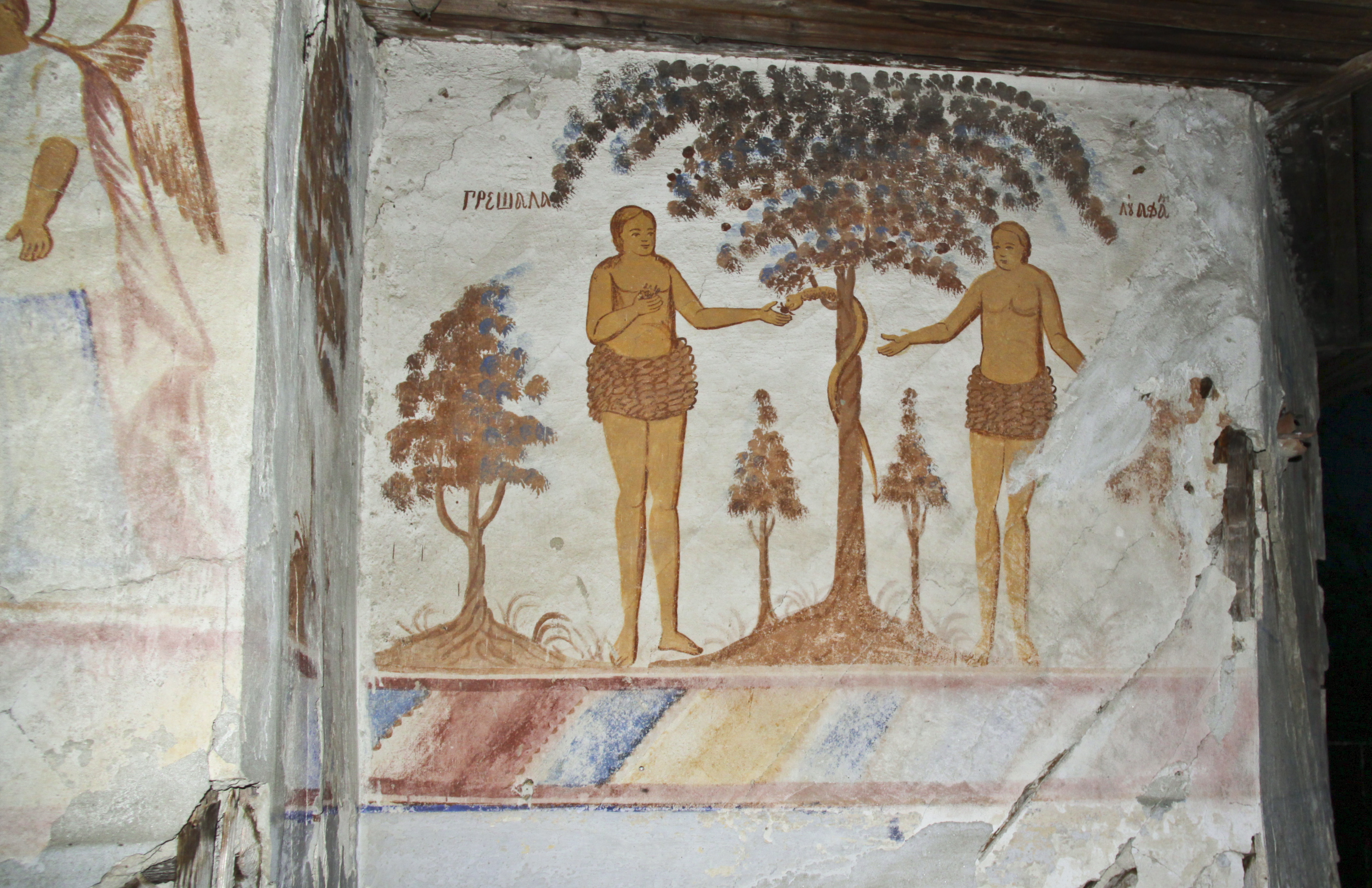
altar, „greşeala lui Adam”
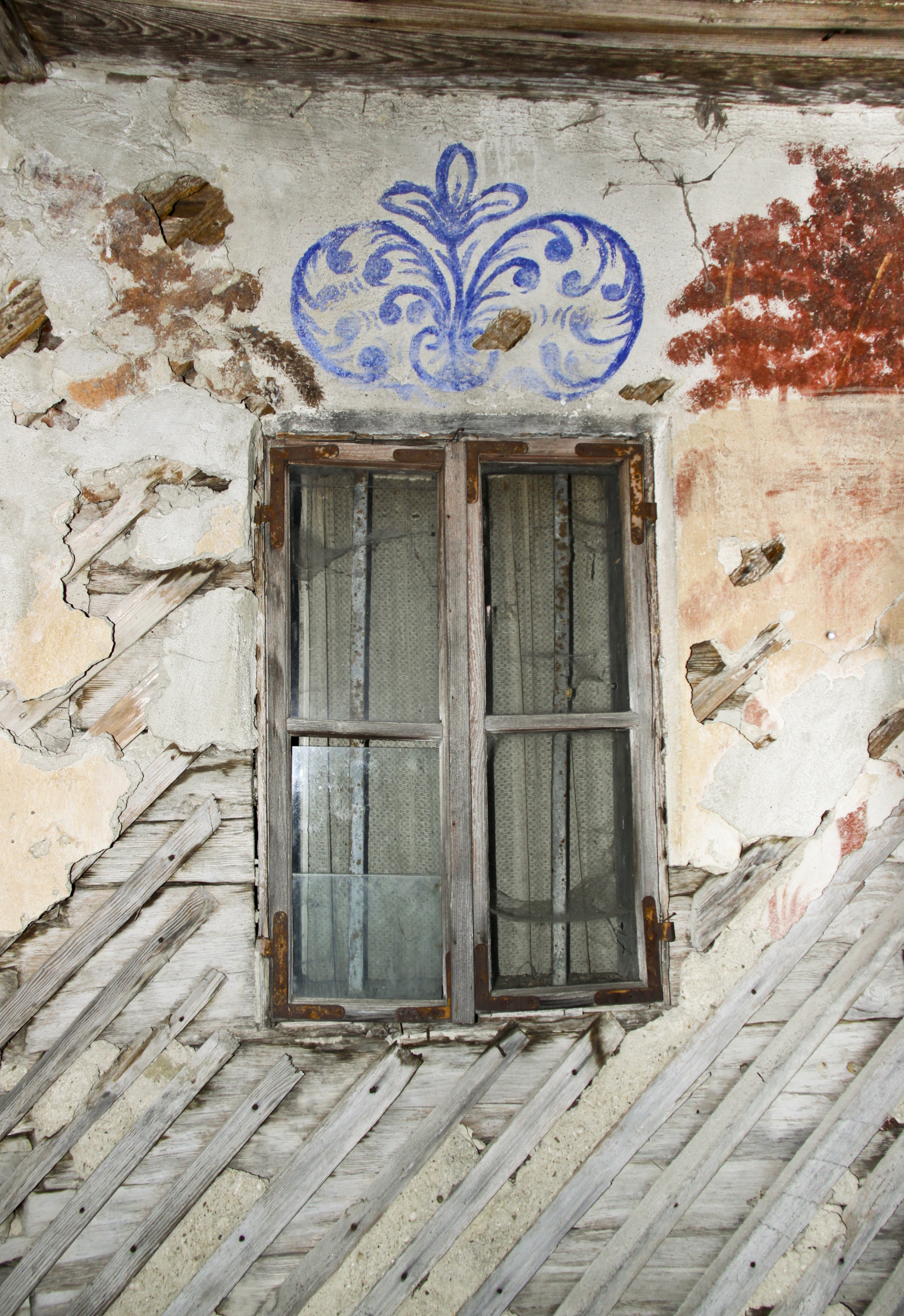
fereastra din axul altarului

## Imagini din interior

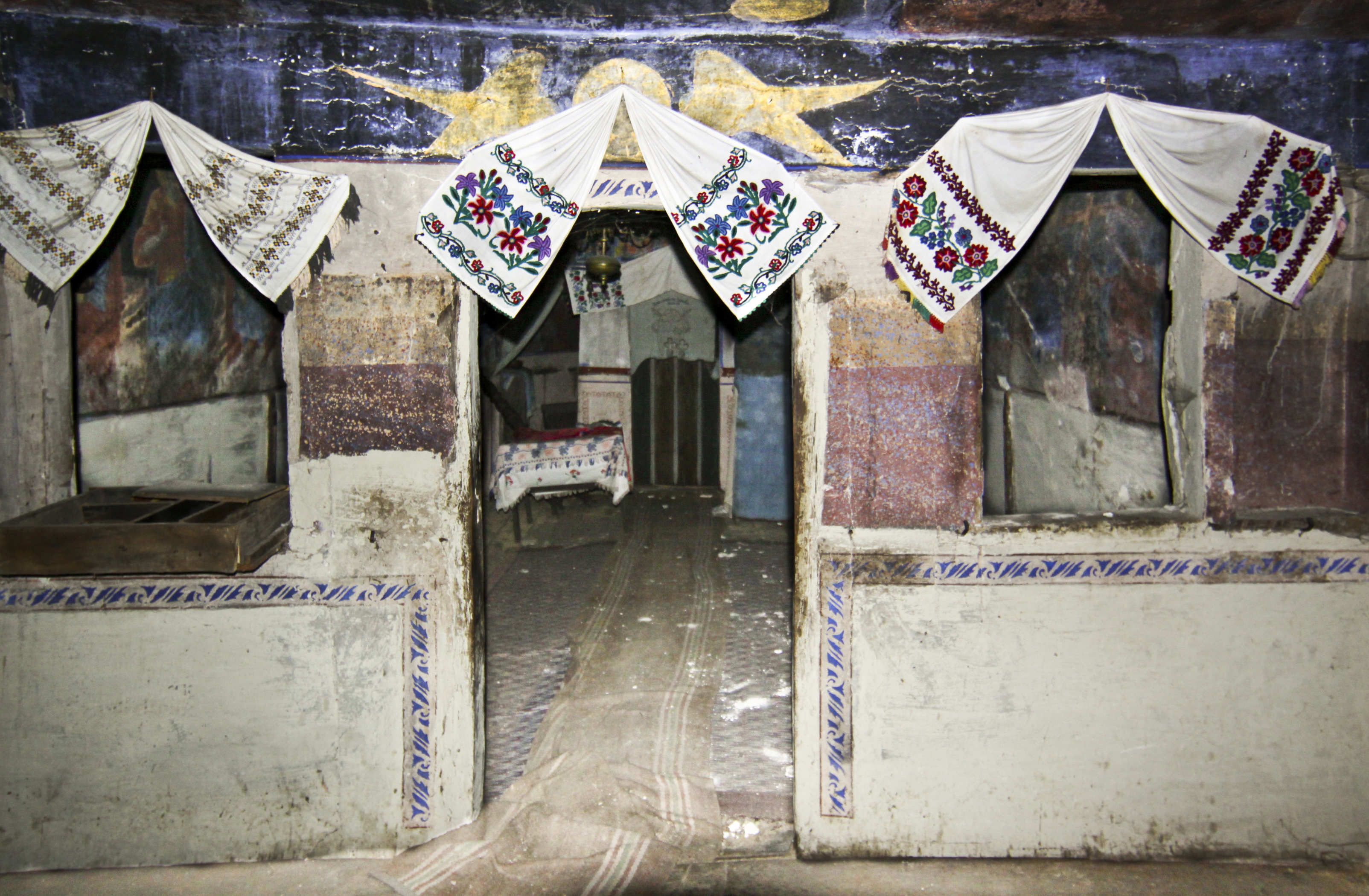
tinda, peretele spre naos
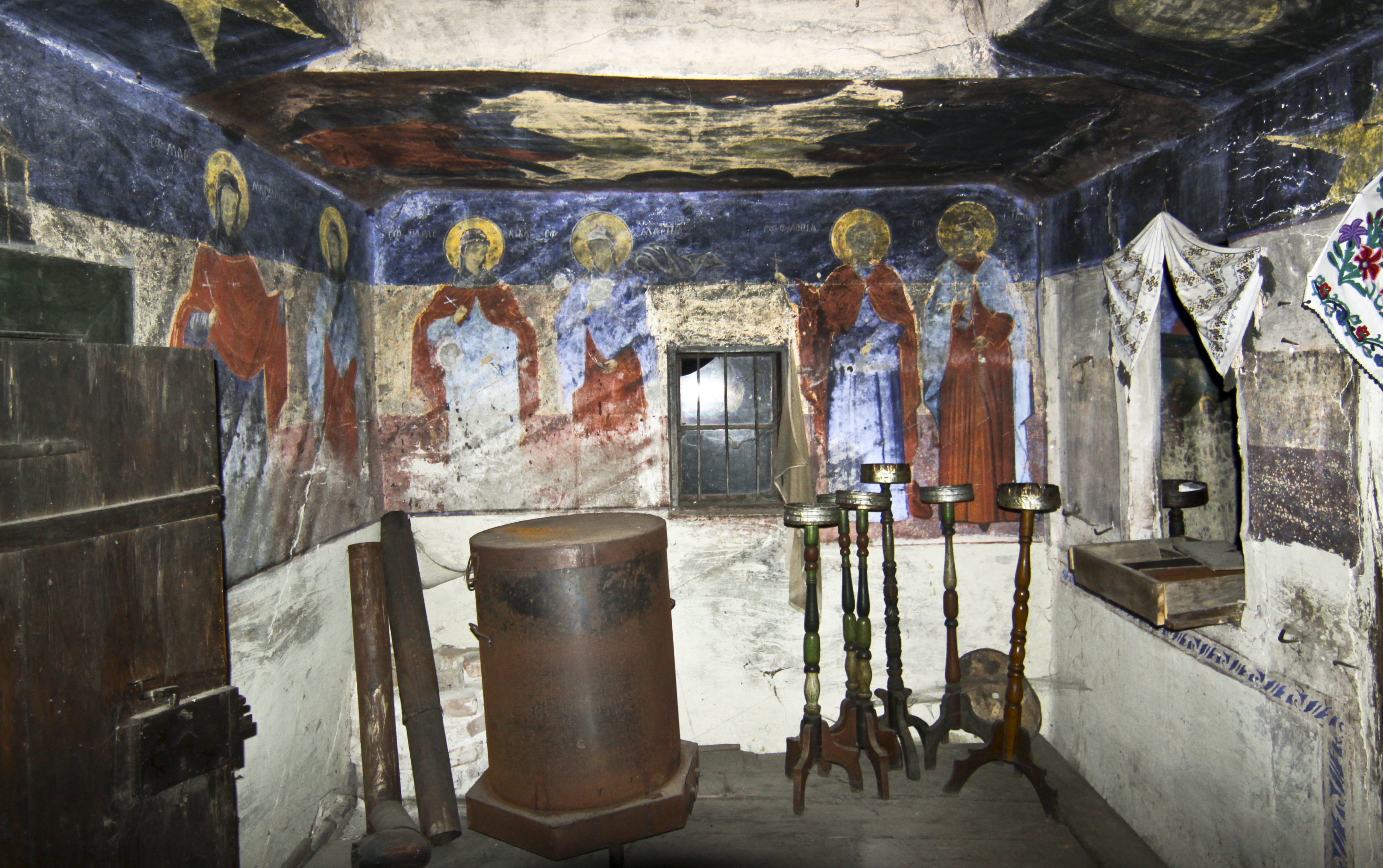
tinda, nord
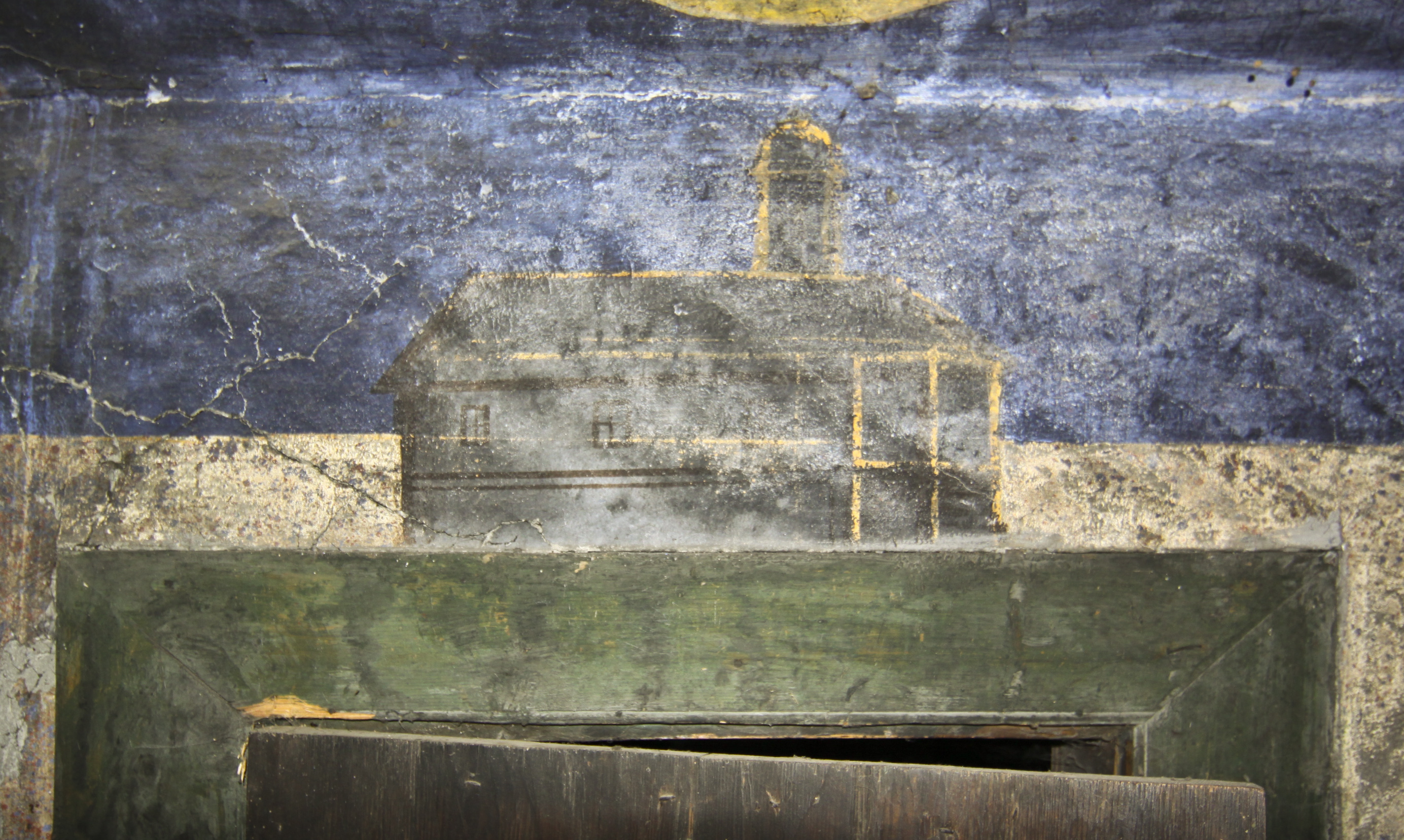
tinda, macheta bisericii
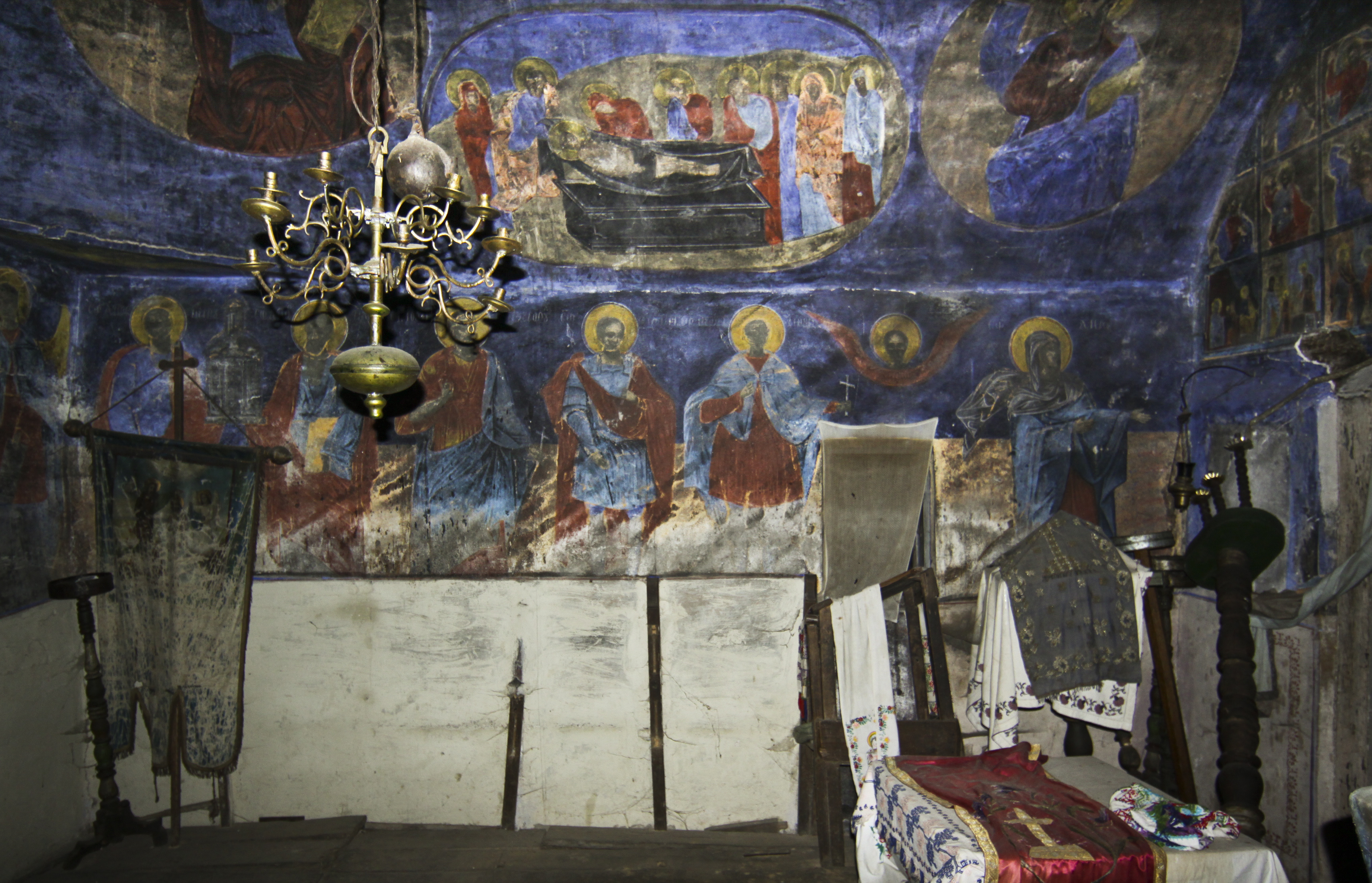
naos, nord
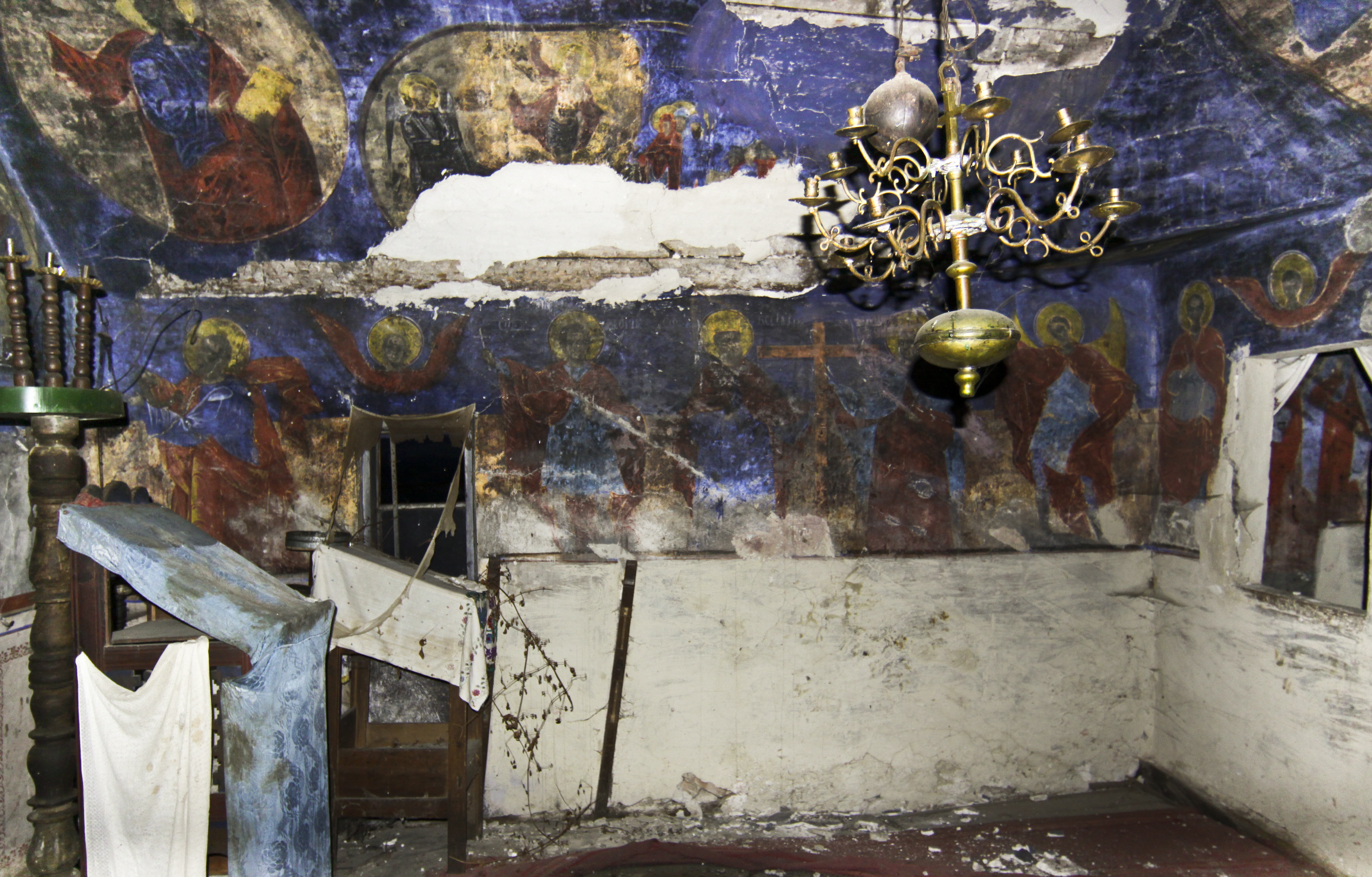
naos, sud
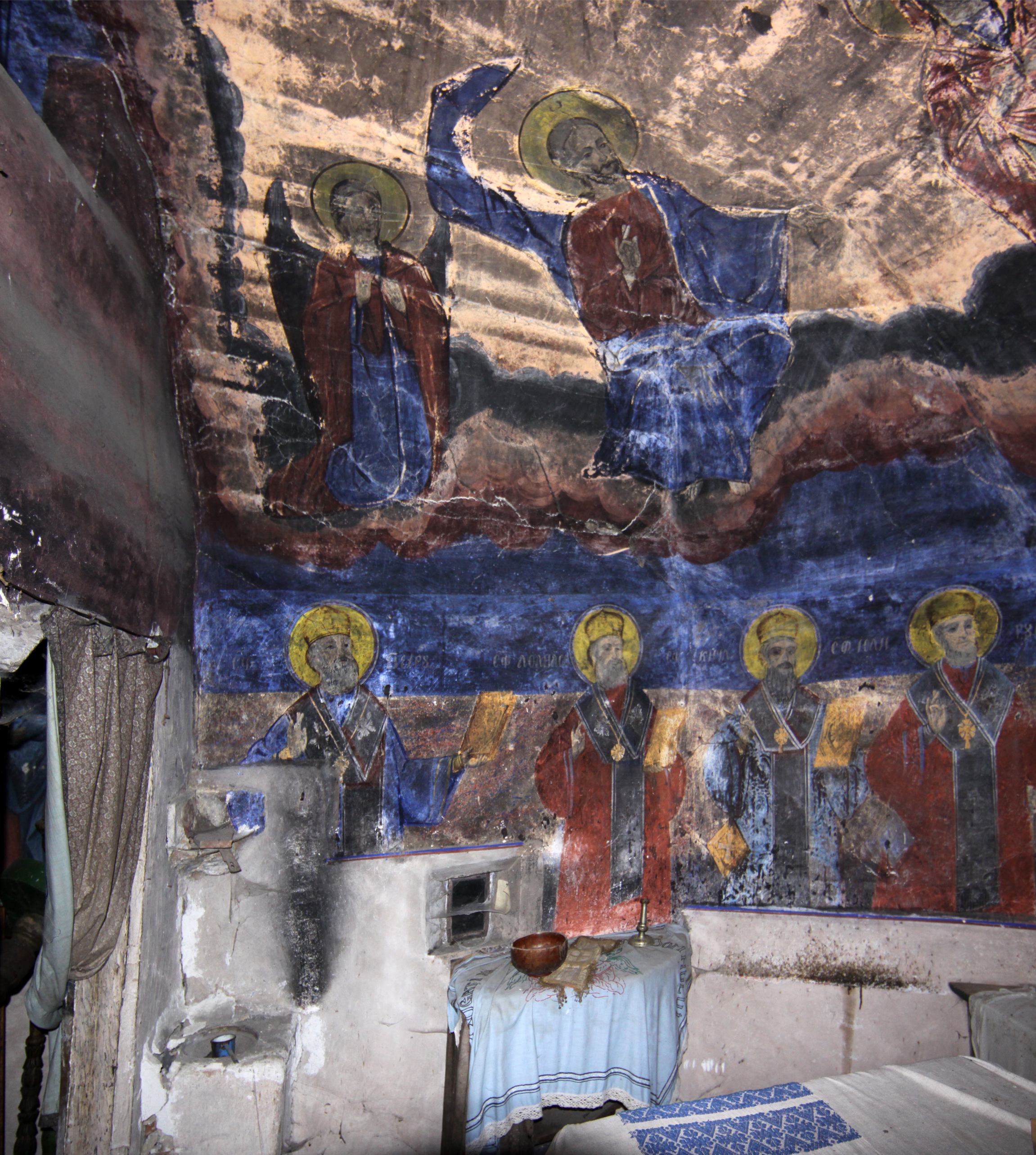
altar, proscomidia